# Oldřiška
Oldřiška je ženské křestní jméno. Jedná se o protějšek mužského jména Oldřich, s nímž má i shodný původ.
V českém občanském kalendáři má svátek 6. srpna.

## Známé nositelky jména
- Oldřiška Ciprová, česká spisovatelka a herečka
- Oldřiška Marešová, česká atletka
- Oldřiška Mikundová, česká a československá politička

## Statistické údaje
Následující tabulka uvádí četnost jména v ČR a pořadí mezi ženskými jmény ve srovnání dvou roků, pro které jsou dostupné údaje MV ČR – lze z ní tedy vysledovat trend v užívání tohoto jména:
| Rok       | Četnost    | Pořadí   |
| 1999      | 4680       | 118.     |
| 2002      | 4542       | 120.     |
| Porovnání | o 138 méně | o 2 hůře |

Změna procentního zastoupení tohoto jména mezi žijícími ženami v ČR (tj. procentní změna se započítáním celkového úbytku žen v ČR za sledované tři roky) je -2,2%.